# Telmatactis

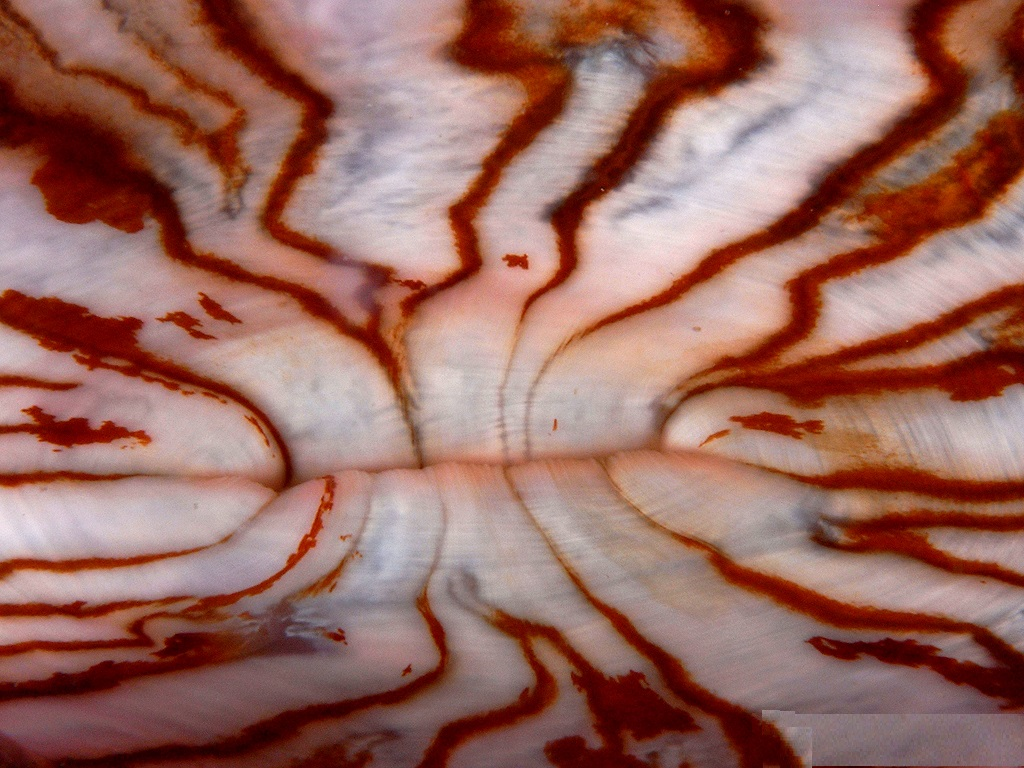
Boca de Telmatactis cricoides

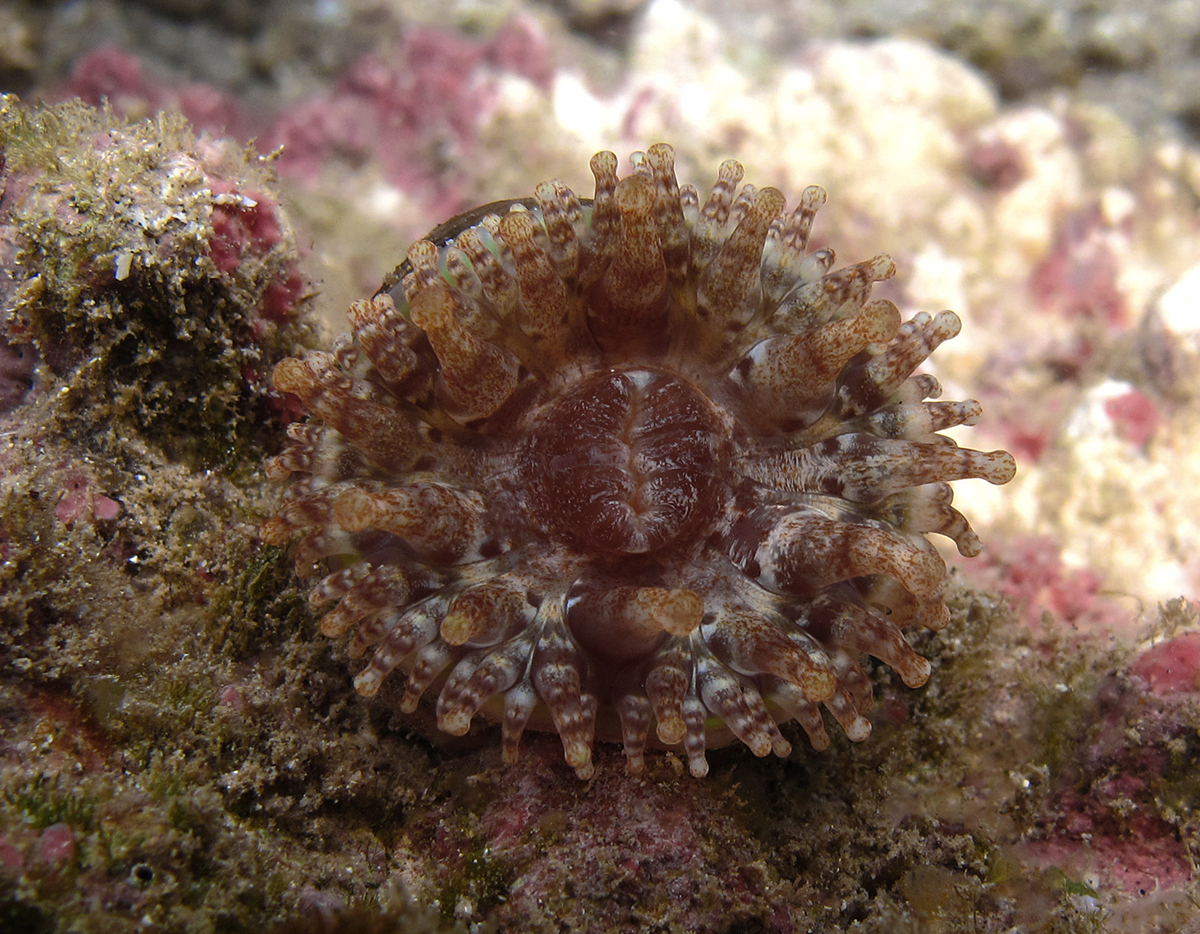
Telmatactis decora

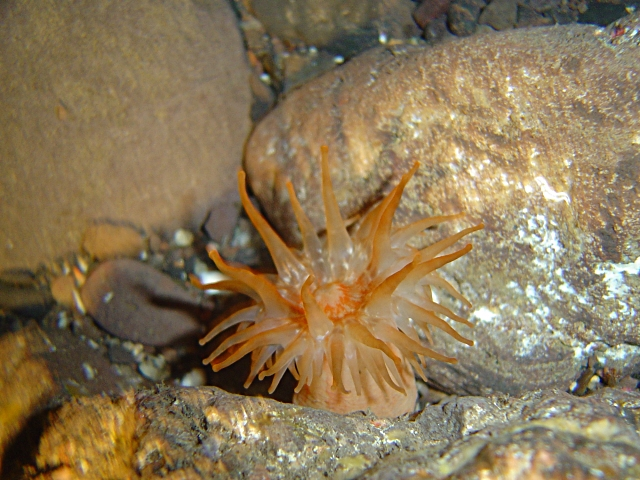
Telmatactis forskalii

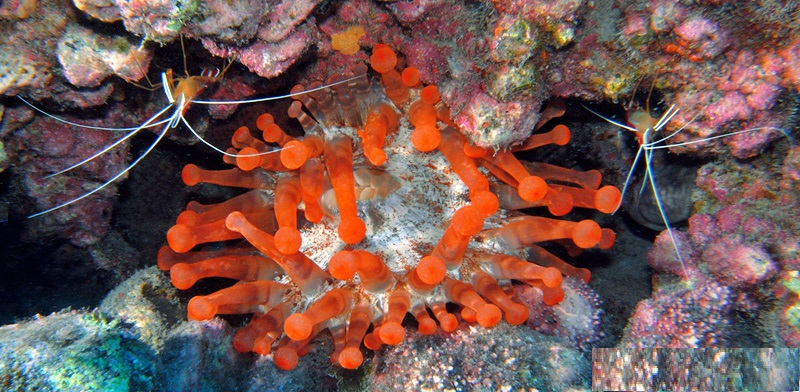
Telmatactis cricoides y pareja de Lysmata grabhami en Tenerife, La Orotava, Islas Canarias, España

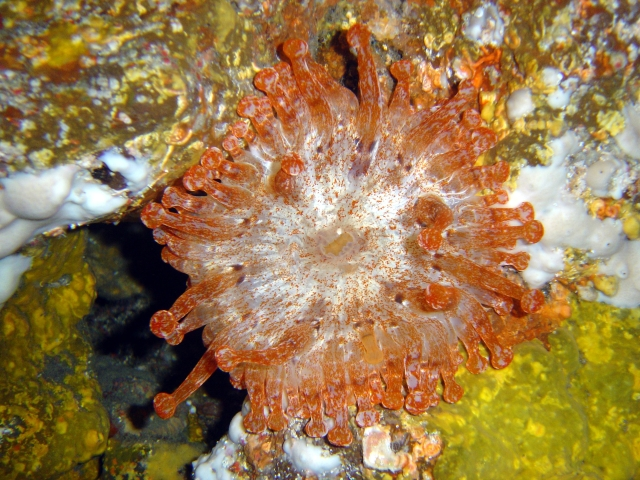
Telmatactis cricoides

Telmatactis es un género de anémonas marinas de la familia Isophelliidae.
Algunas de sus especies, como T. cricoides, T. forskalii o T. selago, son comunes en las costas mediterráneas.

## Morfología
Su cuerpo es cilíndrico. Su extremo basal es un disco plano que funciona como pie, el disco pedal, que le permite desplazarse, y que en este género es amplio, y su extremo apical es el disco oral, el cual tiene la boca en el centro, y alrededor tentáculos compuestos de cnidocitos, células urticantes provistas de neurotoxinas paralizantes en respuesta al contacto. La anémona utiliza este mecanismo para evadir enemigos o permitirle ingerir presas más fácilmente hacia la cavidad gastrovascular. La columna se divide en un gran scapus, o tallo, recubierto de un cerco distintivo, y un estrecho y desnudo scapulus, o parte superior del tallo. Carecen de cínclidos, o pequeñas aberturas, y de tenaculi en la columna. El plan general es básicamente hexameral, pero, en ocasiones, con leves irregularidades en los ciclos de tentáculos y mesenterios más jóvenes. 
Tienen de 24 a 96 tentáculos, de más bien cortos a moderadamente largos, con puntas de agudas a distintivamente claviformes, siendo, a menudo, más grandes los del ciclo primario que el resto. Los tentáculos son retráctiles dentro de su columna, aunque raramente lo están, salvo cuando quedan al aire en mareas bajas, llenando la columna de agua marina hasta que el mar vuelve a cubrirlas.
El esfínter es alargado, con dos partes separadas más fuertemente desarrolladas. El stomodaeum, o parte anterior del canal digestivo, tiene dos sifonoglifos conectados con dos pares de músculos directivos. Los mesenterios están dispuestos en dos a los músculos directivos. Los acontia normalmente están profusamente presentes.
Los cnidocitos son de los tipos espirocistos, spirulae, penicilli A y penicilli B2c.

## Especies
El Registro Mundial de Especies Marinas acepta las siguientes especies en el género:
- Telmatactis allantoides (Bourne, 1918)
- Telmatactis ambonensis (Kwietniewski, 1898)
- Telmatactis australiensis Carlgren, 1950
- Telmatactis carlgreni Doumenc, England & Chintiroglou, 1987
- Telmatactis castanea (Bourne, 1918)
- Telmatactis clavata (Stimpson, 1856)
- Telmatactis cricoides (Duchassaing, 1850)
- Telmatactis cylicodes (Bourne, 1918)
- Telmatactis decora (Hemprich & Ehrenberg in Ehrenberg, 1834)
- Telmatactis devisi (Haddon & Shackleton, 1893)
- Telmatactis forskalii (Hemprich & Ehrenberg in Ehrenberg, 1834)
- Telmatactis humilis (Verrill, 1928)
- Telmatactis inequalis (Verrill, 1868)
- Telmatactis insignis Carlgren, 1950
- Telmatactis limnicola (Andrès, 1881)
- Telmatactis natalensis Carlgren, 1938
- Telmatactis panamensis (Verrill, 1869)
- Telmatactis phassonesiotes (Bourne, 1918)
- Telmatactis roseni (Watzl, 1922)
- Telmatactis rufa (Verrill, 1900)
- Telmatactis sipunculoides (Haddon & Shackleton, 1893)
- Telmatactis solidago (Duchassaing & Michelotti, 1864)
- Telmatactis sollasi (Haddon, 1898)
- Telmatactis stephensoni Carlgren, 1950
- Telmatactis ternatana (Kwietniewski, 1896)
- Telmatactis vermiformis (Haddon, 1898)
- Telmatactis vernonia (Duchassaing & Michelotti, 1864)
- Telmatactis vestita (Johnson, 1861)

## Hábitat y comportamiento
Es un género de zonas litorales, que prefiere áreas superficiales soleadas. Se encuentran en rocas, sobre algas calcáreas, o en arenas fangosas, entre, o debajo de, piedras, así como incrustadas a algas rojas. 
Su rango de profundidad es entre 0 y 60 m, y a temperaturas entre 15.31 y 29.31 °C.
Algunas especies viven en asociación con diferentes crustáceos, que buscan la protección de sus tentáculos frente a predadores. En el caso de T. cricoides se ha estudiado la asociación con las siguientes especies: Thor amboinensis, Lysmata grabhami, Lysmata seticaudata, Eualus occultus, Brachycarpus biunguiculatus, Stenorhynchus lanceolatus, Homola barbata, Pilumnus villosissimus, Cnathophyllum elegans, Inachus phalangium, Heteromysis sp., Palaemonella atlantica, Herbstia condyliata, Stenopus spinosus, Athanas nitescens, Dromia personata, Xantho  incisus, Galathea sp. y Liocarcinus sp.

## Distribución geográfica
Se distribuyen en aguas subtropicales y tropicales de los océanos Atlántico (incluido el mar Mediterráneo), Índico, y Pacífico.

## Alimentación
Salvo la especie T. carlgreni, de la que algunos autores (Doumenc et al. (1989)) afirman que posee algas simbiontes, llamadas zooxantelas, el resto de especies del género carecen de ellas. Por tanto, estas anémonas se alimentan de las presas de plancton o peces, que capturan con sus tentáculos. Es un género predador carnívoro, cuyas especies se alimentan de peces pequeños, crustáceos y moluscos. También se alimentan de fitoplancton y zooplancton, y capturan materia orgánica disuelta del agua, como aminoácidos y glucosa, a través de células ectodermales de los tentáculos.

## Reproducción
Se reproducen asexualmente por fisión transversal, en la que el animal se divide por la mitad de su boca formando dos clones, y por laceración pedal, en la que pequeñas anémonas se desprenden de la base, o disco pedal. La forma de reproducción más usual es la fisión transversal, que comienza por el disco basal, hasta que el animal se divide literalmente en dos partes. Después de la división, cada animal cuenta con un incompleto anillo de tentáculos y una boca no centrada, que irán completando y centrando, respectivamente, con el paso de los días.  
También se reproducen utilizando glándulas sexuales. En la reproducción sexual son dióicos, o de sexos separados, y de fertilización externa. Lo que significa que el esperma y los huevos son producidos separadamente, y expulsados y fertilizados fuera del cuerpo de la madre. Las larvas resultantes se dispersan y deambulan por la columna de agua unos días, hasta que se asientan en el sustrato y se transforman a la forma pólipo.